# (30988) 1995 SE36
1995 أس إي 36 (ويعرف أيضًا باسم (30988) 1995 أس إي 36 وفق تسمية الكوكب الصغير) (بالإنجليزية: 1995 SE36)‏؛ هو كويكب ضمن حزام الكويكبات.
اكتُشف هذا الجُرم الفلكي بواسطة سبيس واتش في 23 سبتمبر 1995، وترتيبه 30988 من حيث الاكتشاف.

## الوصف
اكتُشف 309881995SE في 23 سبتمبر 1995 في مرصد قمة كت الوطني، الواقع في صحراء سونورا، أريزونا في الولايات المتحدة، بواسطة مشروع سبايس واتش (مشاهد السماء) التابع لجامعة أريزونا. وقد رصد المشروع 1,245 مشاهدة للكويكب إلى غاية 8 يوليو 2021 بتوقيت منطقة المحيط الهادئ، أي في مدة قدرها 11,191 يومًا (30.7 عام). تستغرق الفترة المدارية للكويكب 2,020 يومًا (5.5 عام).

## الخصائص المدارية
يتميز مدار هذا الكويكب بنصف محور رئيسي يبلغ 3.12 وحدة فلكية، وحضيض قدره 2.52 وحدة فلكية، وانحراف قدره 0.193 وزاوية ميلان 2.34 درجة بالنسبة لمسار الشمس. بسبب هذه الخصائص، أي نصف المحور الرئيسي بين 2 و3.2 وحدة فلكية وحضيض أكبر من 1,666 وحدة فلكية، يُصنف هذا الجُرم الفلكي وفقًا لقاعدة بيانات مختبر الدفع النفاث لأجرام النظام الشمسي الصغيرة كائنًا من حزام الكويكبات الرئيسي.

## الخصائص الفيزيائية
يُقدر القدر المطلق (H) لـ309881995SE بـ14.48 ووضاءته بـ0.243، مما يمكِّن تقدير قطره بـ 3.718كم. استُخلصت هذه النتائج بفضل ملاحظات مستكشف الأشعة تحت الحمراء عريض المجال (WISE)، وهو مرصد فضائي أمريكي وُضع في المدار في عام 2009 ويراقب السماء بأكملها بالأشعة تحت الحمراء، في عام 2011، نُشرت النتائج الأولى المتعلقة بالكويكبات من الحزام الرئيسي.

## وصلات خارجية
- (30988) 1995 SE36 في قاعدة بيانات مختبر الدفع النفاث لأجرام النظام الشمسي الصغيرة

- الاكتشاف · مخطط المدار ·  العناصر المدارية · المعلمات المادية

- (30988) 1995 SE36 على موقع ويكي سكاي: DSS2, SDSS, GALEX, IRAS, Hydrogen α, X-Ray, Astrophoto, Sky Map, Articles and images